# Rau cúc đắng

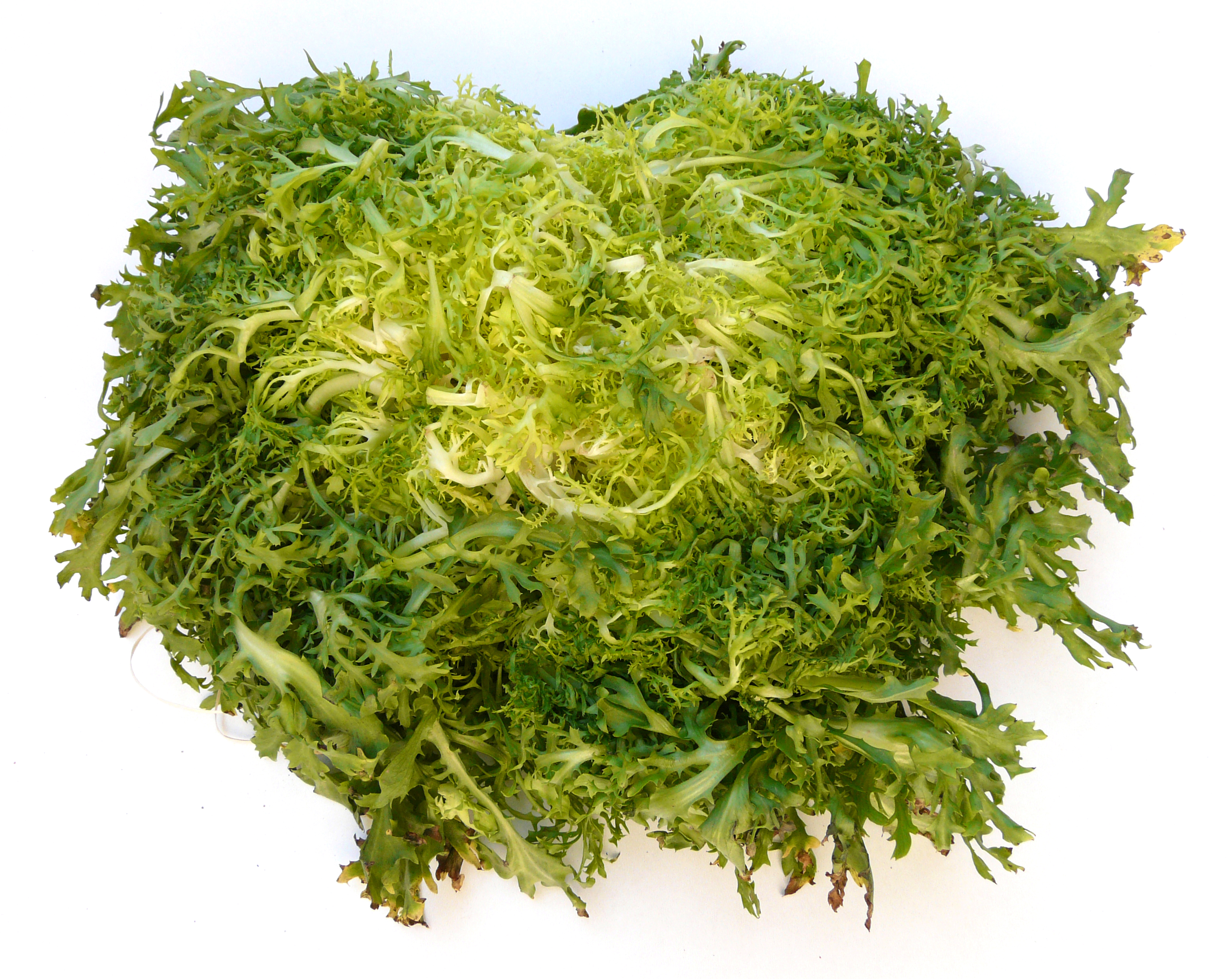
Frisée (withered)

Rau cúc đắng hay khổ thảo, diếp đắng, diếp xoăn (danh pháp hai phần: Cichorium endivia) hay  là loài rau ăn lá thuộc họ Cúc (Asteraceae), dùng để nấu, ăn trực tiếp hoặc làm salad.
Tại Việt Nam, cây này được trồng ở miền Nam.

Diếp đắng giàu vitamin và khoáng chất, đặc biệt là folate, vitamin A và vitamin K, cũng như có chứa nhiều chất xơ.
Có hai thứ của loài này thường được trồng:
- Diếp đắng lá xoăn (Cichorium endivia var crispum).
- Diếp đắng lá rộng (Cichorium endivia var latifolia).